# Inés de Montepulciano
Santa Inés de Montepulciano (en italiano Sant'Agnese di Montepulciano), en vida Inés Segni, (Gracciano, 28 de enero de 1268 - 20 de abril de 1317) fue una abadesa de la orden de Santo Domingo, beatificada en 1608 y canonizada en 1726.

## Biografía
Inés Segni nació el 28 de enero de 1268 en Gracciano, cerca de Montepulciano. De niña fue confiada a las religiosas de Montepulciano, llamadas Hermanas de Saco, por su hábito de tela burda.
En 1283, entra a una nueva comunidad, en Procena, cerca de Orvieto, a los 15 años. Su sabiduría, sus grandes cualidades espirituales hicieron que rápidamente fuera nombrada madre abadesa de ese monasterio.
En 1306, regresa a Montepulciano para fundar allí un pequeño convento a las afueras de la ciudad. Construye un oratorio consagrado a la Virgen María, el cual será agrandado en 1311. Para esto, recolecta dinero de ricos y pobres de la región y llega a ser priora del convento de dominicas que funda.
Inés permanece en el monasterio el resto de sus días, donde muere a los 49 años, el 20 de abril de 1317. Su cuerpo reposa en el convento de las dominicas de Montepulciano.

## Culto

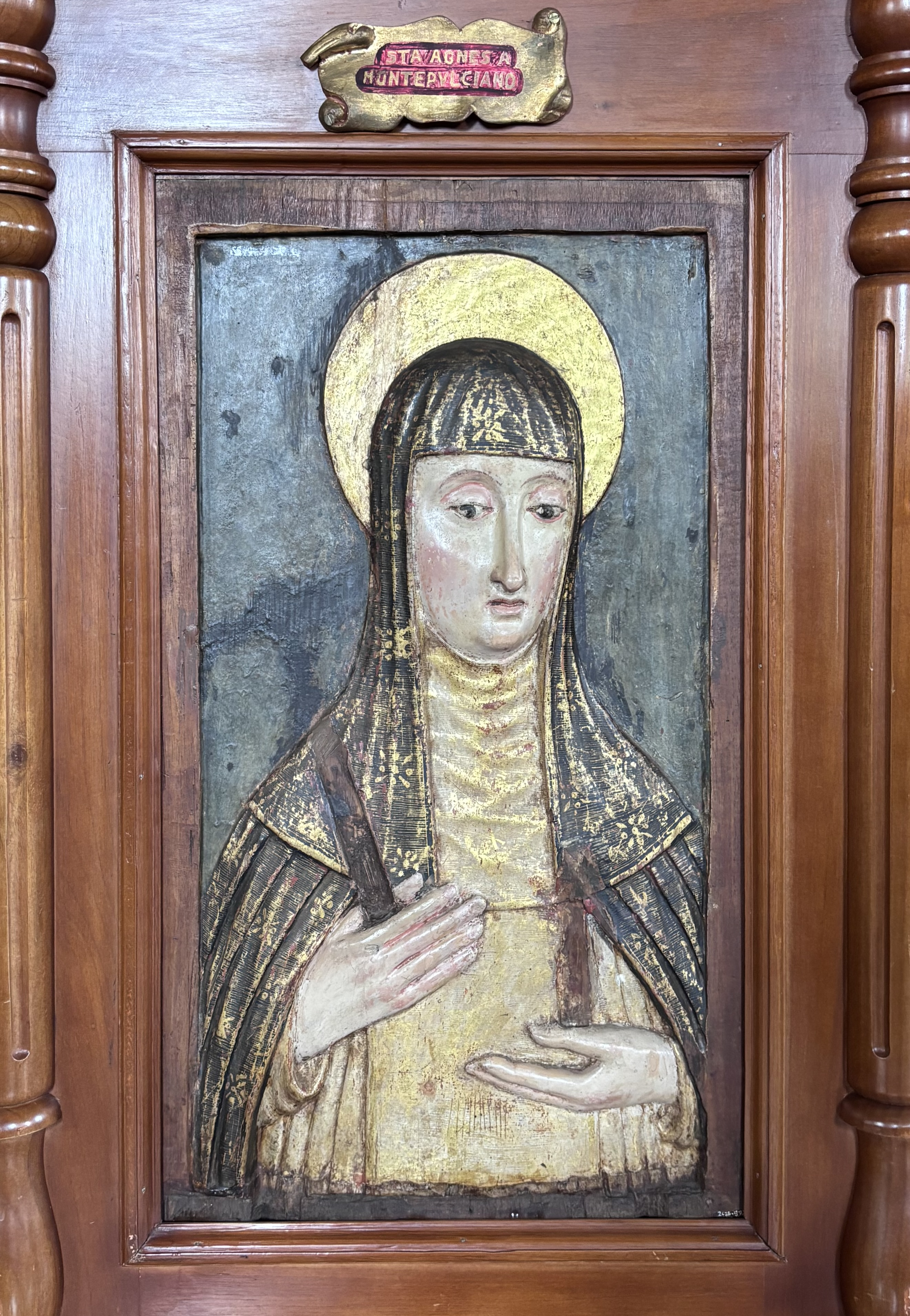
Inés de Montepulciano, obra de Diego de Robles (c. XVI). Refectorio del Convento de Santo Domingo, Quito.

Santa Inés fue muy popular desde su muerte, en buena parte gracias a la biografía hagiográfica del beato Raimundo de Capua. Fueron devotos suyos personajes como Santa Catalina de Siena o el beato Juan de Palafox y fue canonizada por Benedicto XIII el 10 de diciembre de 1726 .
Su cuerpo se encuentra en Montepulciano , en la iglesia de su nombre, en una urna del altar mayor. Su fiesta se celebra el 20 de abril.